# Coalición de Weimar

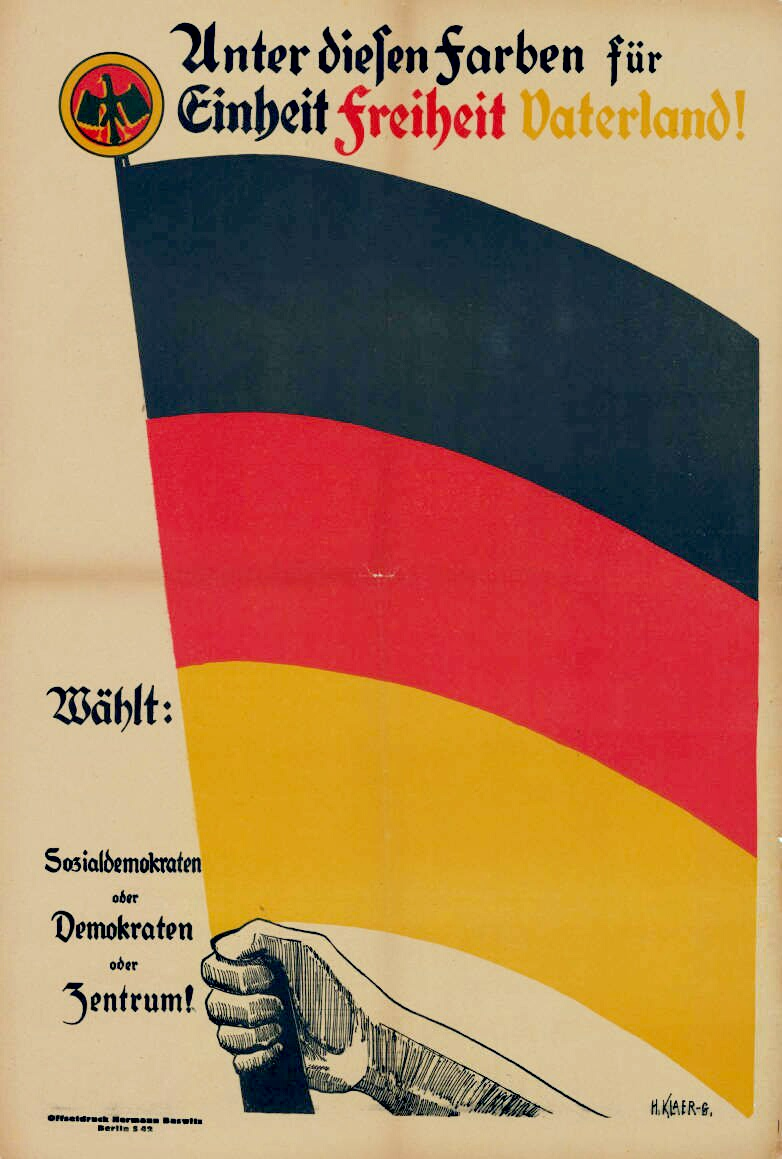
Cartel electoral de la "Coalición de Weimar".

La Coalición de Weimar (en alemán: Weimarer Koalition) fue una coalición postelectoral durante la República de Weimar. Comprendía a los tres partidos más claramente comprometidos con la democracia: el Partido Socialdemócrata de Alemania (SPD), los católicos conservadores del Partido de Centro y los liberales del Partido Democrático Alemán (DDP). Gobernó a escala nacional durante los primeros años de la República; y durante la mayoría del tiempo republicano en varios de los estados federados de Alemania, como Prusia (1919-21 y 1925-32) y Baden (1919-31).

## Historia
El SPD, Centro y un partido predecesor del DDP ya habían colaborado ocasionalmente en el Parlamento alemán durante la Primera Guerra Mundial. Sin embargo, la coalición obtuvo su importancia eminente en la redacción de la Constitución de Weimar: En las elecciones para la Asamblea Constituyente de 1919 habían ganado una mayoría amplia del 76,1 % de los votos (SPD 37,9 %, Centro 19,7 %, DDP 18,5 %). Esto supuso un voto claro a favor de una república parlamentaria y en contra tanto de un sistema comunista de tipo soviético como de una vuelta a la monarquía.
Sin embargo, la Coalición de Weimar perdió su mayoría en las primeras elecciones generales regulares del 6 de junio de 1920. El SPD ya solo llegó al 21,7 %, el Centro al 13,6 % y el DDP al 8,3 % de los votos. Mientras el SPD y el Centro pudieron estabilizar su número de votos durante las siguientes legislaturas, el DDP cayó a la insignificancia hasta 1933 (cuando ya solo consiguió el 0,9 % de los votos). A escala nacional, la Coalición de Weimar ya nunca consiguió una mayoría absoluta.
En los estados federados, la Coalición de Weimar mantuvo una influencia algo mayor, especialmente en Prusia, donde siguió existiendo hasta 1932 bajo el primer ministro Otto Braun. Sin embargo, el auge de los partidos situados a su izquierda (especialmente el partido comunista, KPD) y derecha (el partido nacionalsocialista NSDAP) fueron erosionando la representación de la Coalición, hasta hacerle imposible la formación de un gobierno.

## Resultados electorales
|  | 76.09 % |

|  | 78.25 % |

|  | 43.84 % |

|  | 44.88 % |

|  | 39.54 % |

|  | 40.89 % |

|  | 45.96 % |

|  | 47.06 % |

|  | 46.64 % |

|  | 48.68 % |

|  | 40.12 % |

|  | 40.03 % |

|  | 35.03 % |

|  | 34.87 % |

|  | 33.31 % |

|  | 33.05 % |

|  | 30.35 % |

|  | 30.14 % |